# Museo Jet Aircraft
El museo Jet Aircraft, en inglés: Jet Aircraft Museum (JAM), es una fundación caritativa y un museo de aviación canadiense especializado en aviones a reacción (en inglés Jet Aircraft). Está ubicado en el Aeropuerto Internacional de London, Ontario, Canadá.
Se especializa en la muestra colectiva de aviones de las Fuerzas Armadas Canadienses y otros utilizados en la Guerra Fría.

## Aeronaves
El museo presenta dos aeronaves de su propiedad:
- Canadair CT-133 Silver Star, adquirido por medio de la empresa Crown Assets Distribution.[5]
- de Havilland DH.100 Vampire.[6]